# Sigilline

Sigillin A

Die Sigilline sind eine Gruppe von chlorierten Octahydro-isocumarinen, die in Schneeflöhen der Art Ceratophysella sigillata als Repellent gegen andere Insekten gebildet werden. Unter den Repellentien bilden sie eine eigene Gruppe. Bisher wurden zehn Sigilline (A-J) beschrieben. Sigillin A hat eine in Naturstoffen vergleichsweise seltene Trichlormethylgruppe und erwies sich im Versuch als hochwirksam gegen Ameisen.